# Pleurocerina brevis
Pleurocerina brevis är en tvåvingeart som beskrevs av Schneider 2010. Pleurocerina brevis ingår i släktet Pleurocerina och familjen stekelflugor. Inga underarter finns listade i Catalogue of Life.